# Heliconius brevimaculatus
Heliconius brevimaculatus är en fjärilsart som beskrevs av Otto Staudinger 1896. Heliconius brevimaculatus ingår i släktet Heliconius och familjen praktfjärilar. Inga underarter finns listade i Catalogue of Life.